# Ільїн Дмитро Тимофійович
Дмитро́ Тимофі́йович Ільї́н (нар.1849 — пом.1887) — український педагог, статський радник.

## Життєпис

### Освіта
Закінчив Петербурзький історико-філологічний інститут зі званням кандидата.

### Педагогічна праця
3 липня 1874 року призначений викладати предмет Латинська мова в Феодосійську чоловічу прогімназію.
1877 року переведений викладати предмет Латинська мова в Київську чоловічу прогімназію.
1879 року переведений викладати предмет Латинська мова в Київську першу гімназію.
8 серпня 1880 року призначений директором Златопільської чоловічої прогімназії, де й пропрацював понад 7 років до самої смерті.
В цей час на його долю припало перетворення прогімназії в гімназію та вирішення цілої низки питань, пов'язаних з побудовою нового корпусу для гімназії.

### Нагороди
- Орден Святого Станіслава 3 ступеня — 30 січня 1881 року[1].

### Останні роки життя
Помер 1887 року.